# Рубеж (Воронежская область)
Рубеж — хутор в Петропавловском районе Воронежской области России.
Входит в состав Новолиманского сельского поселения.

## География

### Улицы
- ул. Рубежинская

## Население
| 2010 |
| ---- |
| 1    |